# The Mermaid Inn
The Mermaid Inn er en historisk pub, der er indrettet i en Listed building af anden grad på Mermaid Street i den gamle bye Rye i East Sussex, England. Det er en af debedst kendte pubber i det sydøstlige England, og blev etableret i 1100-tallet, og har en lang turbulent historie. Den nuværende bygning er fra 1420, og den har tilføjelser fra 1500-tallet i tudortil, men kælderen fra 1156 er fortsat bevaret. Pubben har en stærk forbindelse til Hawkhurst Gang, som var en gruppe smuglere der brugte den i 1730'erne og 1740'rene som deres tilholdssted og til at smugle varer til den nærliggende Olde Bell Inn via en hemmelig tunnel. Rye blomstrede i denne periode som en del af cinque Ports. Nogle af smuglerne siges at spøge på pubben.
Restauranten er en AA Rosette-vindende britisk og fransk køkken, og har middelalderlig kunst og interiør fra Slade School of Fine Art. Den har været ejet af Judith Blincow siden 1993.